# Immobiliennachweis
Als Immobiliennachweis wird umgangssprachlich der für einen Immobilienmakler erforderliche Nachweis der Gelegenheit zum Abschluss eines Kauf- oder Mietvertrags über eine Immobilie bezeichnet, um im Streitfall einen vertraglichen Lohnanspruch gem. § 652 Abs. 1 Satz 1 BGB beweisen zu können.
Mit dem schriftlichen Immobiliennachweis dokumentiert der Makler, dass er seinem an Kauf oder Miete interessierten Kunden nicht nur das konkrete Grundstück zur Kenntnis gebracht, sondern auch den möglichen Verkäufer bzw. Vermieter genannt hat. Denn nach ständiger höchstrichterlicher Rechtsprechung ist es notwendig, dass der vollständige Name und die Anschrift derjenigen Person, die als Vertragspartner in Betracht kommt und mit der die erforderlichen Verhandlungen geführt werden können, genannt werden. Das Verschaffen einer reinen Ermittlungsmöglichkeit stellt keinen Nachweis einer Gelegenheit zum Abschluss eines Vertrages dar.
Zugleich sind in Immobiliennachweisen üblicherweise Klauseln enthalten, die dem Interessenten untersagen, Dritten den direkten Kontakt zum Eigentümer der Immobilie zu ermöglichen. Auf diese Weise können Makler dokumentieren, dass sie auch ursächlich zur Herleitung des Hauptvertrages, also des Miet- bzw. Kaufvertrages, der Immobilie beigetragen haben.